# Nakagin Capsule Tower
Nakagin Capsule Tower (Капсульная башня «Накагин») (яп. 中銀カプセルタワー) — тринадцатиэтажное здание смешанного использования (жилое и офисное), возведённое по проекту японского архитектора Кисё Курокава в квартале Симбаси (Shimbashi) специального района Минато города Токио (Япония).
Построенное в 1972 году здание является редким примером японского метаболизма — движения, которое стало символом послевоенного культурного возрождения Японии, а также символом технических амбиций страны. Здание стало первым в мире воплощением «капсульной» архитектуры для практических целей. Снесено в 2022 году.

## Проектирование, строительство, использование
Здание фактически состоит из двух взаимосвязанных бетонных башен (11-ти и 13-ти этажей), в которых размещается 140 сборных модулей (или «капсул»). Каждый из модулей является автономной единицей, квартирой или офисом. Капсулы могут быть связаны и объединены в целях создания большего пространства. Каждая капсула присоединена к одной из двух главных башен лишь четырьмя высокопрочными болтами. Капсулы спроектированы как взаимозаменяемые, в расчёте на массовое производство, но с момента постройки не заменялись. Все капсулы одинаковых размеров: длина — 2,3 м, ширина — 3,8 м, высота — 2,1 м, а в центре — большое круглое окно. В каждом модуле-капсуле было всё необходимое для жизни: кровать, стол, ванная с туалетом, кондиционер, телевизор и телефон. В этих зданиях лифты, система кондиционирования, трубопроводы и кабели собраны в двух центральных столбах.
В 1972 году, когда здание было построено, цена капсулы была в полтора раза дороже, чем квартиры того времени, но, несмотря на это, после того, как была начата продажа в скором времени все капсулы были успешно проданы.
15 апреля 2007 года жильцы дома, сославшись на стеснённые условия, а также на озабоченность по поводу содержащегося в конструкциях здания асбеста, проголосовали за снос здания и замены его на более вместительные и современные башни. Ради сохранения своего творения Курокава предлагал реконструировать здание. План реконструкции поддержали основные архитектурные ассоциации Японии, в том числе Японский институт архитектуры.
3 января 2021 года использовались 60 капсул (20 как жилые помещения, 20 как офисы и 20 как дополнительные помещения).

## Влияние в культуре
- Башня «Накагин» встречается в игре Transport Tycoon после 1970 г.

## Цифровой архив 3D
Снос здания башни-капсулы Накагина начался 12 апреля 2022 года. Хотя многие поклонники архитектуры и исследователи сожалеют об этом здании как о шедевре метаболизма, проектная группа под руководством gluon запустила проект цифрового 3D-архива, чтобы сохранить все здание в 3D-данных для сохранения его архитектурной ценности. В этом проекте все здание было отсканировано с помощью комбинации данных лазерного сканирования, которое точно измеряет расстояния в миллиметрах, и более 20 000 фотографий, сделанных камерами и дронами. Дополненная реальность здания башни-капсулы Накагина также была представлена проектом цифрового 3D-архивирования.